# Бахадырзаде Арабаджы Али-паша
Бахады́рзаде Арабаджы́ Али-паша (тур. Bahadırzade Arabacı Ali Paşa; 1620, Охрид — 1693) — османский государственный деятель, великий визирь в правление султана Ахмеда II.

## Биография
Арабаджы Али-паша был уроженцем Охрида, получил образование в медресе и начал службу в качестве имама. Затем он занимал должности помощника судьи и судьи. Был сторонником великого визиря Фазыл Мустафа-паши, служил кетхудой, а в 1690 году был назначен агой янычар.
В 1691 году был назначен на должность великого визиря, сменив Фазыл Мустафа-пашу. Став великим визирем, Арабаджы Али-паша не поехал в Белград, чтобы возглавить турецкую армию, которая участвовала в войне Священной лиги. Арабаджы Али-паша казнил или отправлял в ссылку по разным причинам, тех кого он считал своими противниками. Приговорённых к смертной казни или ссылке сначала приводили к великому визирю, который затем отправлял их к месту назначения в специальной карете.
Эти действия разозлили султана Ахмеда II и по приказу султана Арабаджы Али-паша был отправлен в той же карете в ссылку в Гелиболу, а позже его отвезли на Родос. На Родосе он был убит в 1693 году после слухов о том, что он вновь собирается стать великим визирем. Его имущество и принадлежащие ему дома в Стамбуле и Эдирне были конфискованы в государственную казну.